# Шеметовое
Шеметовое (ранее Шеметово, Воскресенское) — село в Мещовском районе Калужской области России. Входит в состав сельского поселения «Село Гаврики».

## География
Расположена в 25 км от Мещовска. Село стоит на левом берегу речки Песочня.

## Население
| 2002 | 2010 |
| ---- | ---- |
| 19   | ↘10  |

## История
Ранее входило в состав Мещовского уезда.
В селе была построена усадьба обер-прокурора сената Г. Г. Скорнякова-Писарева, она известна с первой четверти XVIII века. Следующим владельцем имения был дворянин П. А. Лопухин. Во второй половине столетия усадьба принадлежала его вдове Е. В. Костюриной (по второму мужу, в девичестве Арсеньева) и вдове его брата А. А. Хитрово (также повторно вышедшей замуж, девичья фамилия Жеребцова). В первой трети XIX века усадьбой владел поручик П. Г. Щепочкин, затем его зять генерал А. И. Киселевский, второй муж его дочери А. П. Киселевской (в первом браке Сухотина). Последняя после смерти мужа владела усадьбой до 1876 года. В последней четверти столетия усадьбой сначала владел С. Е. Володичев, затем Н. И. Финагин. До 1910-х годов — наследники Финагина, затем дворянин А. Е. Кузьмин.
В 1740 году была построена каменная церковь Воскресения Христова. В первой трети XVIII — первой половине XIX века при усадьбе был разбит липовый парк регулярной планировки с каскадом прудов. На начало XXI века храм не используется и находится в руинированном состоянии, парк зарос.